# 여미정
여미정은 대한민국의 시나리오 작가이자 드라마 작가이다.

## 영화
- 1995년 영화 《48+1》... 조감독
- 1998년 영화 《죽이는 이야기》 ... 홍보
- 2010년 영화 《부당거래》 ... 각색&프로듀서
- 2021년 영화 《유산》 ... 이웃 역 (우정출연)
- 2023년 영화 《비공식작전》 ... 공동각본